# Sainte-Pience
Sainte-Pience ist eine Ortschaft und eine ehemalige französische Gemeinde mit zuletzt 318 Einwohnern (Stand: 2013) im Département Manche in der Region Normandie.
Mit Wirkung vom 1. Januar 2016 wurden die früheren Gemeinden Sainte-Pience, Braffais und Plomb zur Commune nouvelle Le Parc zusammengelegt. Den ehemaligen Gemeinden wurde in der neuen Gemeinde der Status einer Commune déléguée nicht zuerkannt. Der Verwaltungssitz befindet sich im Ort Sainte-Pience.

## Lage
Nachbarorte sind Le Tanu im Nordwesten, Bourguenolles im Norden, La Trinité im Nordosten, La Chaise-Baudouin im Osten, Braffais im Südosten, Plomb im Süden und Le Luot im Westen.

## Bevölkerungsentwicklung

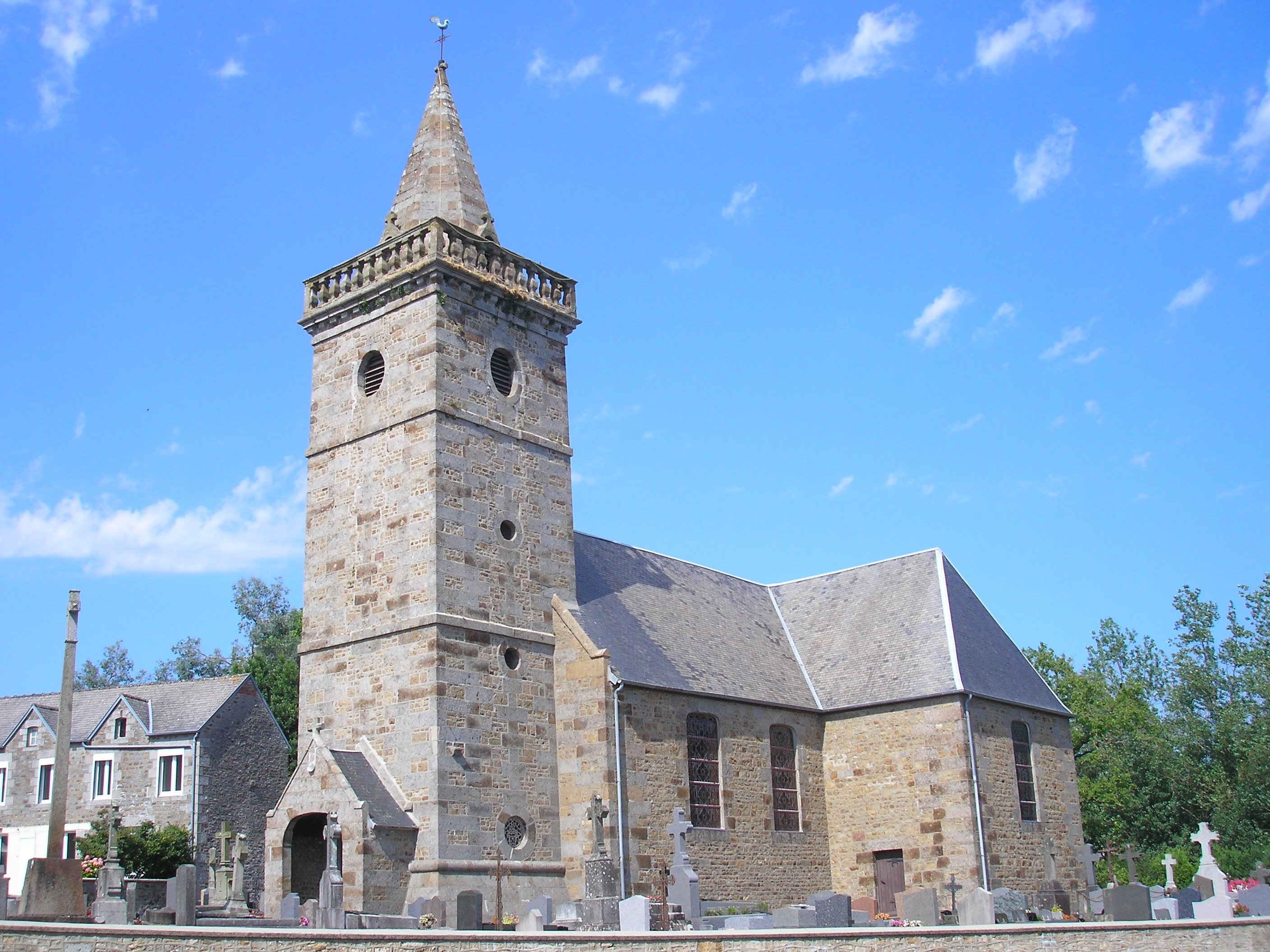
Kirche Notre-Dame

| Jahr      | 1962 | 1968 | 1975 | 1982 | 1990 | 1999 | 2008 | 2013 |
| --------- | ---- | ---- | ---- | ---- | ---- | ---- | ---- | ---- |
| Einwohner | 387  | 349  | 256  | 256  | 230  | 238  | 267  | 318  |